# Halominniza taitii
Espèce
Halominniza taitii est une espèce de pseudoscorpions de la famille des Olpiidae.

## Distribution
Cette espèce est endémique de Socotra au Yémen.

## Étymologie
Cette espèce est nommée en l'honneur de Stefano Taiti.

## Publication originale
- Mahnert, 2007 : Pseudoscorpions (Arachnida: Pseudoscorpiones) of the Socotra Archipelago, Yemen. Fauna of Arabia, vol. 23, p. 271-307.